# Flótázó fülemülerigó
A flótázó fülemülerigó (Catharus ustulatus) a madarak osztályának verébalakúak (Passeriformes) rendjébe és a rigófélék (Turdidae) családjába tartozó faj.

## Rendszerezése
A fajt Thomas Nuttall angol zoológus írta le 1840-ben, a Turdus nembe Turdus ustulatus néven.

## Alfajai
- Catharus ustulatus appalachiensis Ramos, 1991
- Catharus ustulatus incanus (Godfrey, 1952)
- Catharus ustulatus oedicus (Oberholser, 1899)
- Catharus ustulatus phillipsi Ramos, 1991
- Catharus ustulatus swainsoni (Tschudi, 1845)
- Catharus ustulatus ustulatus (Nuttall, 1840)[2]

## Előfordulása
Kanada és az Amerikai Egyesült Államok területén költ, telelni délebbre, Közép-Amerikába vonul. Kóborló példányai eljutnak Oroszországba is.
Természetes élőhelyei tűlevelű erdők, mérsékelt övi erdők, száraz erdők, szubtrópusi és trópusi esőerdők és cserjések, valamint ültetvények, vidéki kertek és erősen leromlott egykori erdők. Vonuló faj.

## Megjelenése
Testhossza 20 centiméter, szárnyfesztávolsága 31 centiméter, testtömege pedig 23–45 gramm.
|  |

## Életmódja
Rovarokkal, pókokkal, csigákkal, földigilisztákkal és a különféle bogyós gyümölcsökkel táplálkozik.

## Természetvédelmi helyzete
Az elterjedési területe rendkívül nagy, egyedszáma viszont ismeretlen. A Természetvédelmi Világszövetség Vörös listáján nem fenyegetett fajként szerepel.